# Kanat de Kunduz
El Kanat de Kunduz (una corrupció de Kohnehdiz, "El Castell Vell") fou un estat uzbek que va existir del 1649 al 1888. La capital era la ciutat de Kunduz, que era el centre de la tribu Kataghan dels uzbeks, nom que ja era famós en temps de Genguis Kan.

## Història
El sobirà uzbek del Badakhxan, d'una dinastia coneguda com a Kataghan iniciada per Yar Beg vers 1649, va fundar la ciutat de Fayzadab (Faydhabad); el príncep portava el títol de Mir, equivalent al d'emir (amir) i pretenia ser descendent d'Alexandre el Gran; un delegat seu (Beg Murad) es va establir a Kunduz.
El primer kan independent de Kunduz fou Mahmud Biy que va deixar de dependre del mir de Badakhxan el 1698. A la seva mort el 1714 va tenir com a successor a Shorab Biy i aquest a Yusuf Biy, mort el 1740. El següent kan de Kunduz, Hazara Biy, es va sotmetre el 1751 a Ahmad Shah Durrani, però la submissió no va durar molt de temps i Mizrab Biy vers el 1767 es va revoltar i vers 1768 tornava a ser independent. No se sap fins a quina data va governar però sembla que fou posterior al 1786.
Llavors el va succeir Kokan Biy (Kokan Beg) del qual no se sap gairebé cosa del seu govern excepte que va atacar el Badakhxan i el va assolar de manera important; vers el 1800 es va aliar al cap uzbek de Khulm, Kilij Ali Beg; tot i que Kokan Beg dominava un territori més extens i tenia més recursos, va esdevenir de fet el delegat del seu aliat i només formalment un igual; Kilij Ali es va casar amb la seva filla i així a més del seu aliat fou el seu gendre. Vers 1808-1810 Mountstuart Elphinstone va fer un viatge per Afganistan i va estar a la ciutat, on governava un kan uzbek totalment independent al qual dona el nom Khauldaud Khan, que manava un exèrcit de 15.000 homes, i que hauria de ser Kokan Biy o Kokan Beg.
Kokan Beg va morir abans del 1812 (en aquesta data l'historiador Izzetullah, que va visitar Kunduz, ja va trobar al govern al seu successor, possiblement el seu fill) i el va succeir el famós Muhammad Murad Beg, un dels governants més notables de l'Àsia central del segle xix. Fins a la mort de Kilik Ali Beg el 1817, Murad va romandre subordinat a aquest. A la mort del governant de Khulm van seguir violentes intrigues a la seva família, fomentades per Murad Beg. El fill gran de Kilij fou enverinat segurament perquè no pogués heretar i el domini de Khulm va quedar llavors per un dels altres fills, l'anomenat Baba Beg, que era bastant jove; el tercer fill, Muhammad Ahmad (o probablement Amin), va rebre Ibak o Haybak, en l'autoritat del qual es va incloure Balkh i dependències; la divisió de Khulm en dos estats rebaixava el seu poder considerablement i així, a diferència de la situació anterior, els dos sobirans foren subjectes de Murad Beg de Kunduz. Muhammad Amin Beg (esmentat com Muhammad Ahmad Beg pel viatger anglès William Moorcroft) que es titulava wali de Balkh, depenia feudalment de Murad Beg de Kunduz només per Ibak o Haybak, però depenia per Balkh de l'emir de Bukharà, que havia conquerit la ciutat als afganesos en una data incerta vers 1820.
Vegeu: Muhammad Murad Beg.
El 1822 Mir Muhammad Shah de Badakhshan fou enderrocat per Murad Beg; un oficial d'aquest, de nom Mirza Kalan, fou enviat com a lloctinent al Badakhxan. Aquest territori es va revoltar el 1823, però deu mil soldats de Murad Beg van derrotar a nou mil rebels dirigits per Miriar Beg Khan a Kila Afghan el 1823; de fet fins al 1825 el país no fou efectivament incorporat. Balkh fou ocupada als bukharians el 1826 i conservada fins al 1828. Murad Beg governava també a Kulab al nord de l'Oxus. El 1832 va visitar Kunduz el britànic John Wood amb el doctor Lord, i era una miserable població de 500 o 600 barraques, malsana degut a la prevalença de les febres causades per les maresmes de la zona.
El 1838 Dost Mohammad de Kabul va imposar un tribut a Murad Beg consistent en cavalls. Va morir vers 1841 (entre 1840 i 1842) i els seus anteriors territoris sota sobirania foren llavors dominats per Muhammad Amin d'Ibab (Haybak) i Balkh, que havia estès el seu poder a Khulm (on governava el 1845 quan hi va passar Josep Philippe Ferrier), despoblada per Murad Beg, i que va portar el títol de Mir Wali. A Kunduz mateix no obstant el va succeir Mir Rustem Khan, fill de Murad Beg, però com a vassall del Mir Wali Muhammad Amin; aquest darrer disposava d'un exèrcit de 8.000 homes a cavall i tres mil a peu dels que 800 eren regulars; tenia també deu canons que servien alguns sipais fugitius de l'Índia, i alguns imaks; el seu fill Ali Beg era governador de Badakhxan; el governador local de Balkh, Ishan Suddur, reconeixia al Mir Wali i llavors Bukharà ja no hi tenia autoritat; també Andkhuy reconeixia al Mir Wali. A la regió de Khulm s'havia establert la tribu Kankali que reconeixia a Muhammad Amin. A Sirpul o Sar-i Pol governava l'uzbek Mahmud Khan que era el gendre del Mir Wali i un dels seus més fidels aliats, però de tradicional ascendència femenina, que estenia la seva influència cap als Imak dels Paropamisos, el qual tenia un exèrcit de 3000 homes a cavall i tres mil més a peu; Mahmud Khan va demanar al general Joseph Philippe Ferrier (1811-1886) una aliança amb Anglaterra, i li va oferir la meitat del subsidi que rebés de Calcuta si ho aconseguia. Pel nombre de servidors i alguns fets que cita Ferrier sembla que el seu poder era similar al de Murad Beg si és que no era superior.
L'emir afganès va declarar la guerra a Bukharà i va demanar al kan o Mir Wali el permís per creuar el seu territori, que li fou refusat al·legant que això significaria abandonar la seva sobirania. Dost Muhammad va decidir conquerir el país per la força. En favor de la guerra estava Akbar Khan, fill de Dost Muhammad, que durant el seu exili a Khulm s'havia enamorat d'una dona esclava del Mir Wali i se la va emportar a Kabul, però al cap de poc temps s'havia escapat i havia retornat amb el seu antic amo, que ara no la deixava apartar-se de la seva presència; Akbar Khan clamava per la guerra esperant recuperar la dona, i el conflicte finalment va esclatar; l'exèrcit afganès estava manat per Sirdar Akrem Khan, mentra un altre fill de Dost Muhammad es va dirigir a la part muntanyosa enfront de Bamian; les forces de Khulm estaven situades al districte darrere de Sighan; es van lliurar diversos combats menors (1845); la victòria fou pels afganesos. La lluita va seguir un temps i Muhammad Amin va ser finalment enderrocat en una data incerta entre 1849 i 1852. El 1850 els afganesos entraven a Tashkurgan (Nova Khulm), i a Balkh i el 1855 ja dominaven Akcha i els quatre kanats occidentals (Sar-i Pol, Shibargan, Andkhoi, i Maymana)
Rustem Khan hauria governat fins vers a una data posterior al 1847 a Kunduz. Llavors el va succeir Sultan Murad (vers 1847 - 1869) que el 1859 es va haver de declarar vassall de l'emir de l'Afganistan, fer-li homenatge i pagar tribut, quan l'emir va iniciar la conquesta de Badakhxan. Tots el territoris al sud de l'Oxus van pàssar a l'Afganistan i foren coneguts com a Turquestan Afganès; a Badakhxan el príncep Jahandar Shah, de l'antiga dinastia, fou posat al tron com a vassall de Kabul el 1862.
Dost Muhammad va morir el 9 de juny de 1863; el seu fill Muhammad Afzal Khan va residir a Balkh com a governador, segurament primer en nom del pare i llavors en nom del seu germà Shir Ali o Sher Ali Khan; el 1864, d'acord amb el seu germà Azim Khan (o Azam Khan), es va revoltar, però la rebel·lió fou dominada; Afzal no obstant va seguir en el seu càrrec a Balkh; el seu fill Abd al-Rahman Khan va fugir a Bukharà on es va casar amb la filla de l'emir i Shir Ali Khan, sospitant que la fugida formava part d'un complot més ampli, va empresonar a Afzal; Abd al-Rahman va demanar ajut a l'emir de Bukharà, i aquest va subornar al governador del Turquestan Afganès i al millor general, Muhammad Rafik; també es va posar del seu costat Azim Khan que havia estat refugiat a territori britànic i el maig de 1866, després d'ocupar Kabul mercès a l'ajut del general Rafik que va girar les seves tropes contra Shir Ali, va proclamar a Afzal Khan al que va treure de la presó. Shir Ali va reunir un exèrcit a Herat però fou derrotat altre cop; tres dies després de la batalla va morir Afzal (7 d'octubre de 1867) i Azim Khan el va succeir, però Kandahar i Herat restaven lleials a Shir Ali i aquest va reunir un nou exèrcit i la primavera del 1868 va passar a l'ofensiva i el 8 de setembre entrava a Kabul; Azim va fugir a Pèrsia on va morir poc després. Abd al-Rahman va fugir a Mashad des d'on va enviar missatgers a Samarcanda demanant ajut als russos; aquestos van donar una resposta limitada des de Taixkent el març de 1870 i va anar a residir a Samarcanda rebent una pensió de 35.000 rubles anuals, però cap ajut militar. Era gendre de l'emir de Bukharà i del mir de Badakhxan, Jahandar Shah, amb les filles dels quals estava casat, però aquest darrer havia estat enderrocat el 1869 pel seu nebot Mahmud Shah que es va casar amb una fill de Shir Ali i fou reconegut com a vassall afganès.
A la llista de governants de Kunduz s'esmenta encara un Sultan Ali Murad Beg (vers 1869 - 1888), que podria ser la mateixa persona que Sultan Murad (vers 1850-1869). El 1887 o 1888 Afganistan va annexionar finalment el kanat i Ali Berdi Khan fou el primer governador afganès.

## Llista de kans
- Beg Murad 1649 - 1657
- Mahmud Biy 1657 - 1714
- Sohrab Biy 1714 - 17??
- Yusuf Biy 17?? - 1740
- Hazara Biy 1740 - 1753
- Mizrab Biy 1753 - ?
- Kokan Biy 17?? - < 1812 (Khauldaud Biy)
- Murad Beg (Murad Biy) < 1812 - 1842 (Shah Murad)
- Rustem Khan 1842 - > 1847
- Sultan Murad > 1847 - 1869
- Sultan Ali Murad Beg (?) 1869 - 1887 o 1888